# 馬爾科·馬林 (足球運動員)
馬爾科·馬林（1989年3月13日—），塞尔维亚裔德國足球運動員，目前效力匈牙利足球甲级联赛球隊费伦茨瓦罗斯体育。他在球場上司職前腰或邊鋒。

## 早年生活
馬林出生於南斯拉夫聯邦的波赫社會主義共和國，他的父母是住在波赫的塞爾維亞人。他兩歲的時候，全家搬到德國。他在法蘭克福長大。

## 職業生涯

### 早期生涯
馬林在1996年加入法蘭克福青訓營，後來他加入了门兴格拉德巴赫。2006年，馬林與门兴格拉德巴赫簽訂了一份三年的合同。他的職業生涯處子秀是在2007年3月31日，一場對陣法蘭克福的德甲聯賽中。
在2008年8月9日的一場對陣費希特的德國盃第一輪賽事中，馬林上演了帽子戲法。

### 雲達不萊梅

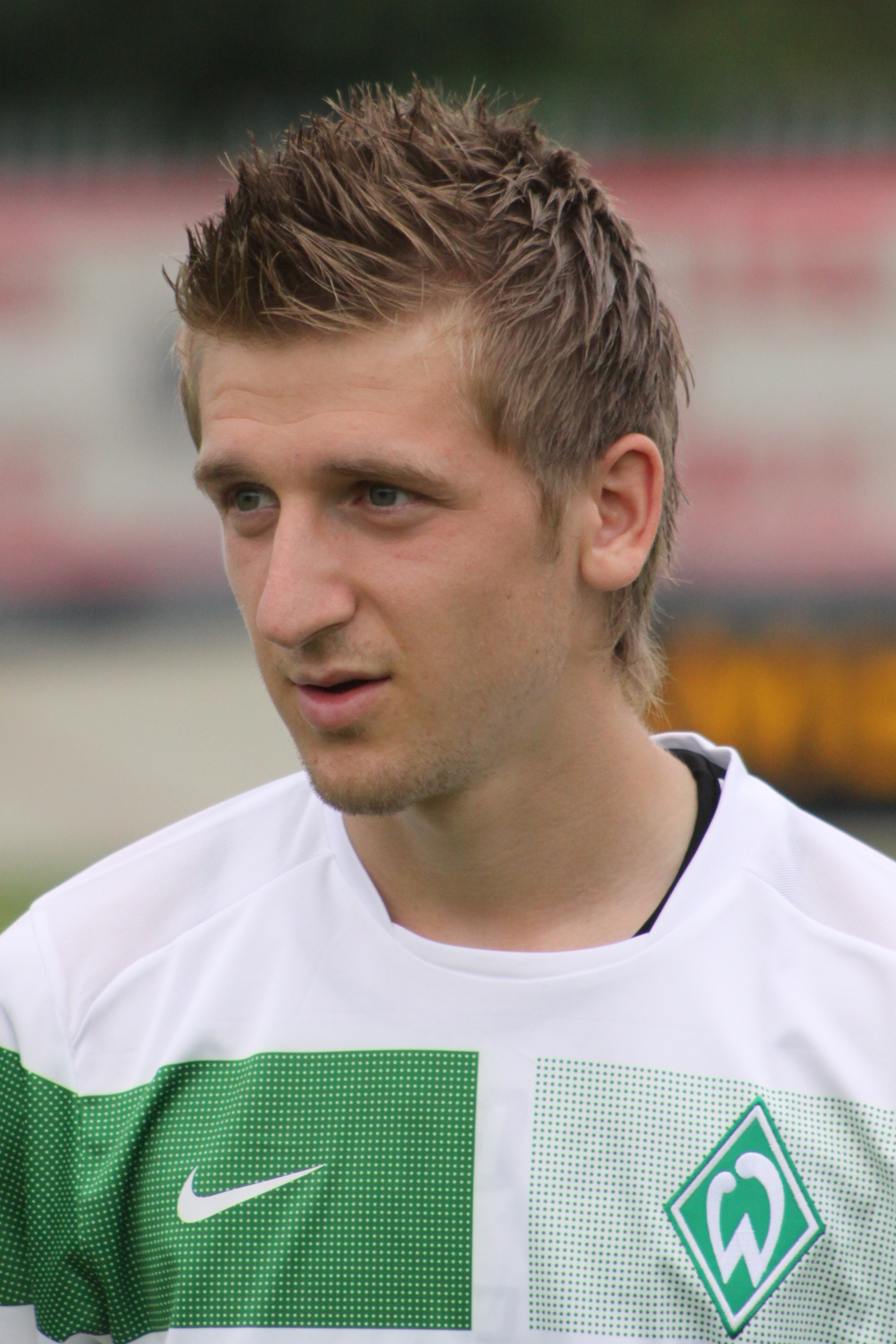
2009年，馬林為雲達不萊梅效力。

2009年6月24日，馬林轉會至雲達不萊梅，轉會費為820萬歐元。2009–10賽季，他與阿隆·亨特和梅苏特·厄齐尔組成的攻擊中場線表現傑出，幫助雲達不萊梅取得聯賽第三的成績。
馬林原先大多是出任左邊鋒，但在2010–11賽季，隨著厄齊爾轉會至皇家馬德里，他開始更多的出現在中路的位置，承擔組織核心的任務。

### 切爾西
2012年4月28日，英超球會切爾西宣布馬林將在夏天加盟，雙方簽下五年合約。同年9月25日，馬林在英格蘭聯賽盃對陣伍尔弗汉普顿流浪比賽中，首次代表切爾西在正式比賽出場。同年11月28日，他第一次在英超聯賽中出場，對手是富勒姆。他代表切爾西的第一個正式比賽進球發生在2013年2月9日的一場英超聯賽中。他在比賽末段替補上場後，第一次觸球就以一個頭槌攻破威根競技的球門。

### 租借生涯
從2013–14賽季開始，到2015–16賽季的三個賽季中，在切爾西出場機會寥寥無幾的馬林，被租借至歐洲四個不同的聯賽的四支球隊。
2013年6月28日，他被租借至西甲球隊塞維利亞。他在西甲出賽了18場聯賽以及12場歐洲聯賽的賽事，包括2014年5月14日舉行的2014年歐洲聯賽決賽。
2014年8月18日，返回切爾西的馬林，再度被外租。義甲球隊佛罗伦萨宣布租借馬林一個賽季。然而在2015年1月，佛罗伦萨就提前結束租借合約。馬林甚至沒有在義甲出戰過一場比賽。
2015年1月20日，馬林被租借至比甲球隊安德莱赫特直至2014–15賽季結束。來到比利時的前兩個月，他得到穩定出賽的機會。但在3月22日，馬林在比利時盃決賽中，於下半場時受傷離場。這次受傷使他缺陣數周，傷癒後也沒能再出賽。
2015–16賽季，馬林再次被外租。2015年8月25日，他被租借至土超球隊特拉布宗體育。5天後，他就為特拉布宗體育在聯賽第一輪中出場，對手是阿克希薩爾體育。同年9月26日，他打進他在土超的第一個進球。

### 奧林匹亞科斯
2016年8月23日，馬林永久轉會希超球隊奧林匹亞科斯。雙方簽下3年合約。

## 國家隊生涯
馬林曾為德國各級青年國家隊出賽。2008年5月16日，馬林被德國國家隊主教練约阿希姆·勒夫選入了2008年歐洲國家盃的26人預選名單。同年5月23日，他在對陣白俄羅斯的友誼賽中，首次代表成人國家隊出場。只是他最後並沒有入選參加歐洲國家盃的23人大名單。
2008年8月20日，他在一場對陣比利時的友誼賽中，打進他代表德國隊的第一個進球。
2010年夏天，馬林代表德國隊參加了2010年世界盃足球賽。

### 國家隊進球
德国队的比分及结果列前。
| 入球 | 日期          | 场地                       | 对手   | 比分 | 结果 | 赛事   |
| ---- | ------------- | -------------------------- | ------ | ---- | ---- | ------ |
| 1.   | 2008年8月20日 | 德國紐倫堡，法蘭克人體育場 | 比利时 | 2–0  | 2–0  | 友谊赛 |

## 榮譽
門興格拉德巴赫
- 德國足球乙級聯賽冠軍：2007–08

切爾西
- 欧足联欧洲联赛冠軍：2012–13

塞維利亞
- 欧足联欧洲联赛冠軍：2013–14

德國
- 歐洲U-21足球錦標賽冠軍：2009
- 國際足總世界盃季軍：2010

個人
- 弗里茨·瓦尔特大奖銀獎：2006（U17組）
- 弗里茨·瓦尔特大奖金獎：2007（U18組）
- 銀月桂葉：2010

## 外部連結
- 官方网站 （德文）
- Marko Marin at transfermarkt.de （德文）
- fussballdaten.de：馬爾科·馬林之統計數據 （德文）